# Morti nel 930
| Questa pagina contiene informazioni ricavate automaticamente dalle voci biografiche con l'ausilio del template Bio e di un bot. L'aggiornamento è periodico e automatico e ricostruisce completamente la pagina. Se manca una persona in questa lista, sei pregato di non aggiungerla, ma accertati piuttosto che la sua voce biografica contenga il template Bio e che i dati anagrafici siano correttamente compilati. Se il template Bio manca, inseriscilo tu stesso o, in alternativa, metti l'avviso {{tmp\|Bio}} che ne segnala la mancanza. Se i dati riportati sono sbagliati, correggi direttamente la voce biografica; le modifiche saranno visibili in questa lista entro pochi giorni. Per chiarimenti vedi il progetto biografie. La lista contiene solo le 7 persone che sono citate nell'enciclopedia e per le quali è stato implementato correttamente il template Bio. Pagina aggiornata al 26 giu 2025. |

- 2 aprile - Ademaro d'Angoulême, conte
- 20 giugno - Ubaldo di Saint-Amand, religioso francese
- 23 ottobre - Daigo, imperatore giapponese (n. 885)
- Anna di Provenza, regina
- Fortis di Astorga, vescovo, abate e santo spagnolo
- Ibn Wahshiyya, scrittore, alchimista e agronomo arabo
- Sakanoue no Korenori, poeta giapponese